# Michael De Larrabeiti
Œuvres principales
- The Borrible Trilogy (en)

Michael De Larrabeiti, né le 18 août 1934 à Lambeth dans le Grand Londres en Angleterre et mort le 18 avril 2008 à Oxford dans l'Oxfordshire, est un écrivain britannique, auteur de fantasy et de roman policier.

## Biographie
Fils d'une mère d’origine irlandaise et d'un père basque, il naît au St Thomas' Hospital, puis est élevé dans le quartier de Battersea, au sud de Londres. Il quitte l'école à 16 ans pour travailler dans une bibliothèque publique à Earlsfield. De 1952 à 1954, il fait des études à l'université de Surrey. Puis, il exerce de nombreux métiers dont quelques-uns en France : projectionniste de cinéma, accompagnateur de touristes, assistant d'un directeur d'hôtel sur la Côte d’Azur, berger pendant le transhumance de trois mille brebis vers les Alpes françaises, professeur d'anglais à Casablanca… Il obtient une bourse pour étudier à l'École normale supérieure en 1965 avant d'entreprendre un doctorat au Keble College de l'Université d'Oxford.
En 1972, il publie son premier roman The Redwater Raid (en), signé du pseudonyme Nathan Lestrange. Après de nouvelles pérégrinations en France de 1972 à 1976, il fait paraître The Borribles, premier volume de la trilogie The Borrible Trilogy (en). Ce roman sera classé à la première place des meilleurs livres de l'année par l'association des bibliothèques américaines et comparé à l'œuvre de Tolkien.
En 1980, il publie La Bande à Boni (The Bunce) qui, selon Claude Mesplède, « est un régal, un véritable feu d'artifice d'humour, de bonne humeur et de saine gaîeté rabelaisienne ».

## Œuvre

### Romans signés Michael De Larrabeiti

#### SérieThe Borrible Trilogy
- The Borribles (1976)
  - Les Zorribles, Bibliothèque de l'évasion, L'Atalante (1994)
- The Borribles Go for Broke (1981)
  - Gare aux Zorribles, Bibliothèque de l'évasion, L'Atalante (1995)
- The Borribles: Across the Dark Metropolis (1986)
  - Zorribles dans la nuit, Bibliothèque de l'évasion, L'Atalante (1996)

#### Autres romans signés Michael De Larrabeiti
- A Rose Beyond the Thames (en) (1978)
- The Bunce (en) (1980)
  - La Bande à Boni, Série noire no 1813 (1981)
- Jeeno, Heloise and Igamor, the Long, Long Horse (1983)
- The Hollywood Takes (en) (1983)
- Journal of a Sad Hermaphrodite (en) (1992)
- Foxes' Oven (en) (2002)
- Princess Diana's Revenge (en) (2006)

### Roman signé Nathan Lestrange
- The Redwater Raid (en) (1972)

### Recueil de contes
- The Provençal Tales (en) (1989)
  - Le Jardin parfait et autres contes des bergers provençaux, Actes Sud (2004)

### Nouvelles
- The Golden Goat (1982)
- Malagan and the Lady of Rascas (1984)
- The Curse of Igamor (1985)
- Pichounetta and the Sergeant of Arles (1989)
- The Plane Tree and the Fountain (1989)

### Ouvrages non fictionnels
- French Leave (en) (2002)
- Spots of Time: A Memoir (2007)

### Essai
- Introduction (Across the Dark Metropolis) (1986)

## Sources
- Claude Mesplède, Les Années "Série noire" bibliographie critique d'une collection policière, t. 4 : 1972-1982, Amiens, Encrage, coll. « Travaux » (no 25), 1995, 318 p. (ISBN 978-2-906389-63-2), p. 263.
- Claude Mesplède et Jean-Jacques Schleret, SN, voyage au bout de la Noire : inventaire de 732 auteurs et de leurs œuvres publiés en séries Noire et Blème : suivi d'une filmographie complète, Paris, Futuropolis, 1982 (OCLC 11972030), p. 226
- Claude Mesplède et Jean-Jacques Schleret, SN Voyage au bout de la Noire (additif mise à jour 1982-1985), Futuropolis p. 96, 1985